# Heinrich Strecker (Mathematiker)
Heinrich Strecker (* 13. September 1922 in Coburg; † 17. Oktober 2013) war Professor für Statistik und Mathematik in den Wirtschaftswissenschaften.

## Leben
Während seines Studiums wurde Strecker 1941 Mitglied der Münchener Burschenschaft Cimbria.
Nach dem Studium der Mathematik und Promotion (1949) in München war Strecker von 1948 bis 1957 zunächst als Referent im Bayerischen Statistischen Landesamt tätig. 1955 wurde er in München habilitiert. Von 1957 bis 1959 war er außerordentlicher Professor in Mannheim und anschließend bis 1988 ordentlicher Professor an der Universität Tübingen. Er leitete als Direktor die Abteilung für Statistik am wirtschaftswissenschaftlichen Seminar. Zusammen mit weiteren Persönlichkeiten wie Knut Borchardt und Alfred Eugen Ott gab Strecker im Zeitraum von 1968 bis 1982 die Jahrbücher für Nationalökonomie und Statistik heraus.
Strecker war seit 1962 verheiratet mit Rosemarie Strecker, geborene Bassenge.

## Auszeichnungen
- Offizierskreuz des belgischen Ordens Leopolds II.
- 1987: Bundesverdienstkreuz 1. Klasse
- Ehrenmitglied der Deutschen Statistischen Gesellschaft

## Schriften (Auswahl)

### Als Autor
- Moderne Methoden in der Agrarstatistik. 1957.
- Zur Genauigkeit wirtschaftsstatistischer Größen. In: Metrika. Band 6, 1963, S. 133–142, doi:10.1007/BF02613363.
- Günter Menges in memoriam. In: Allgemeines Statistisches Archiv. Band 67, Nr. 4, 1983, S. 399–402.
- mit Gerhard Tintner: Quotient Method. In: Encyclopedia of Statistical Sciences. Band 7. John Wiley, New York 1986, S. 494–495.
- Ausgewählte Schriften. In: Martin J. Beckmann, Rolf Wiegert (Hrsg.): Statistische Erhebungen: Methoden und Ergebnisse (= Angewandte Statistik und Ökonometrie. Band 30). Vandenhoeck & Ruprecht, 1987, ISBN 978-3-525-11264-9.
- Ein Beitrag zur Fehlermessung bei qualitativen Erhebungsmerkmalen – Der Inkonsistenz-Index. In: Horst Rinne, Bernhard Rüger, Heinrich Strecker (Hrsg.): Grundlagen der Statistik und ihre Anwendungen – Festschrift für Kurt Weichselberger. Physica-Verlag, Heidelberg 1995, ISBN 3-7908-0872-5, S. 332–351.
- mit Rolf Wiegert: La variabilite des reponses dans les enquetes statistiques estimation theorique et pratique. In: Etudes statistiques. Band 106. Brüssel 2000.
- mit Rosemarie Strecker: Oskar Anderson. In: Christopher C. Heyde, Eugene Seneta, Pierre Crépel, Stephen E. Fienberg, Joseph Gani (Hrsg.): Statisticians of the Centuries. Springer, New York 2001, ISBN 978-0-387-95329-8, S. 377–381, doi:10.1007/978-1-4613-0179-0_81.

### Als Herausgeber
- Mit Hans Schneeweiß (Hrsg.): Contributions to econometrics and statistics today: in memoriam Günter Menges. Springer, Berlin / Heidelberg / New York / Tokyo 1985, ISBN 978-3-642-70189-4, doi:10.1007/978-3-642-70189-4.
- Mit  Horst Rinne, Bernhard Rüger (Hrsg.): Grundlagen der Statistik und ihre Anwendungen – Festschrift für Kurt Weichselberger. Physica-Verlag, Heidelberg 1995, ISBN 3-7908-0872-5.
- Mit Peter von der Lippe, Norbert Rehm, Rolf Wiegert (Hrsg.): Wirtschafts- und Sozialstatistik heute – Theorie und Praxis – Festschrift für Walter Krug. Verlag Wissenschaft & Praxis, Sternenfels 1997, ISBN 978-3-89673-016-9.